# Vestingwerken van Amsterdam

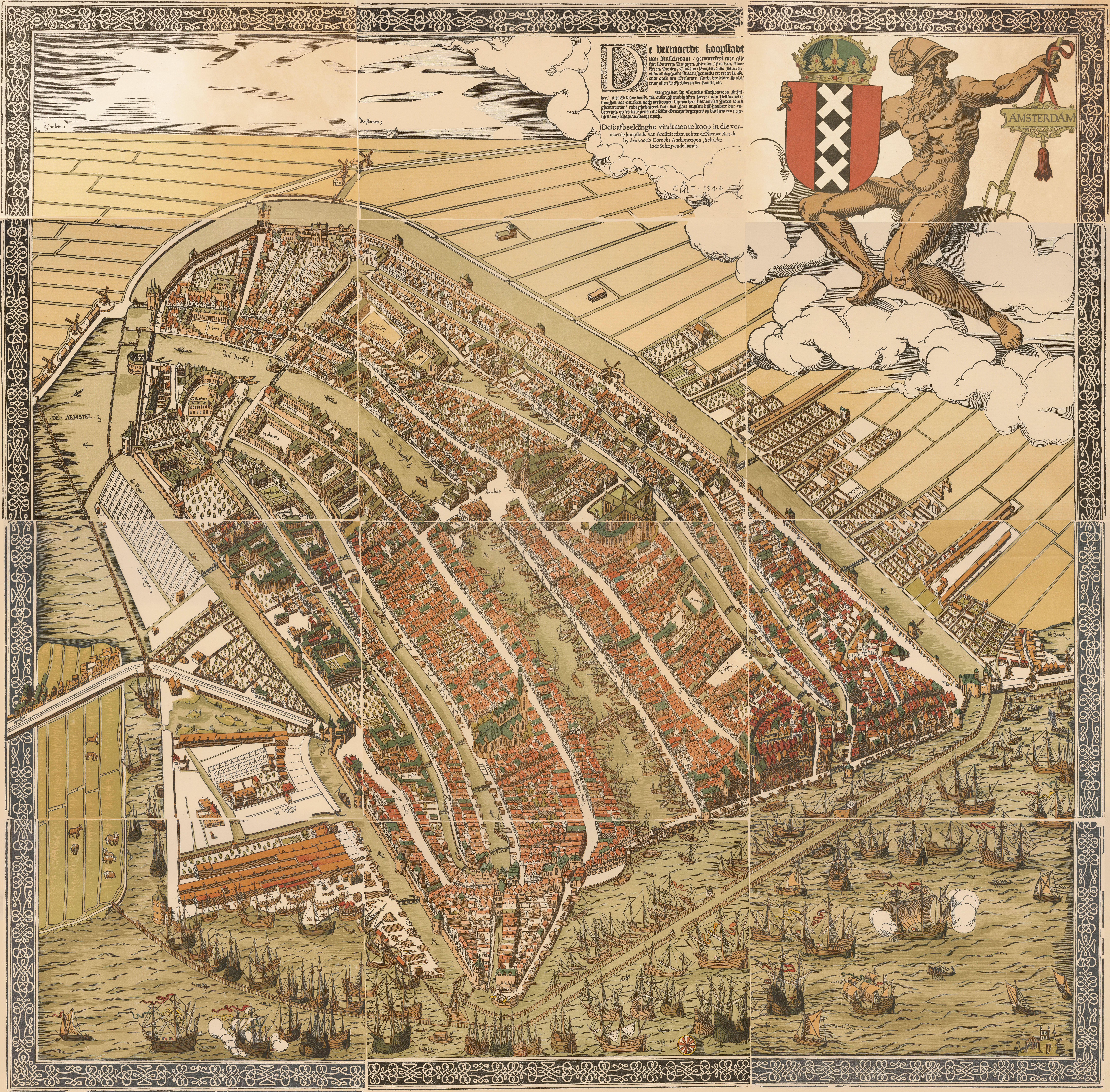
Op deze plattegrond van Cornelis Anthoniszoon uit 1538 is het middeleeuwse Amsterdam met stadsmuren, poorten en grachten te zien

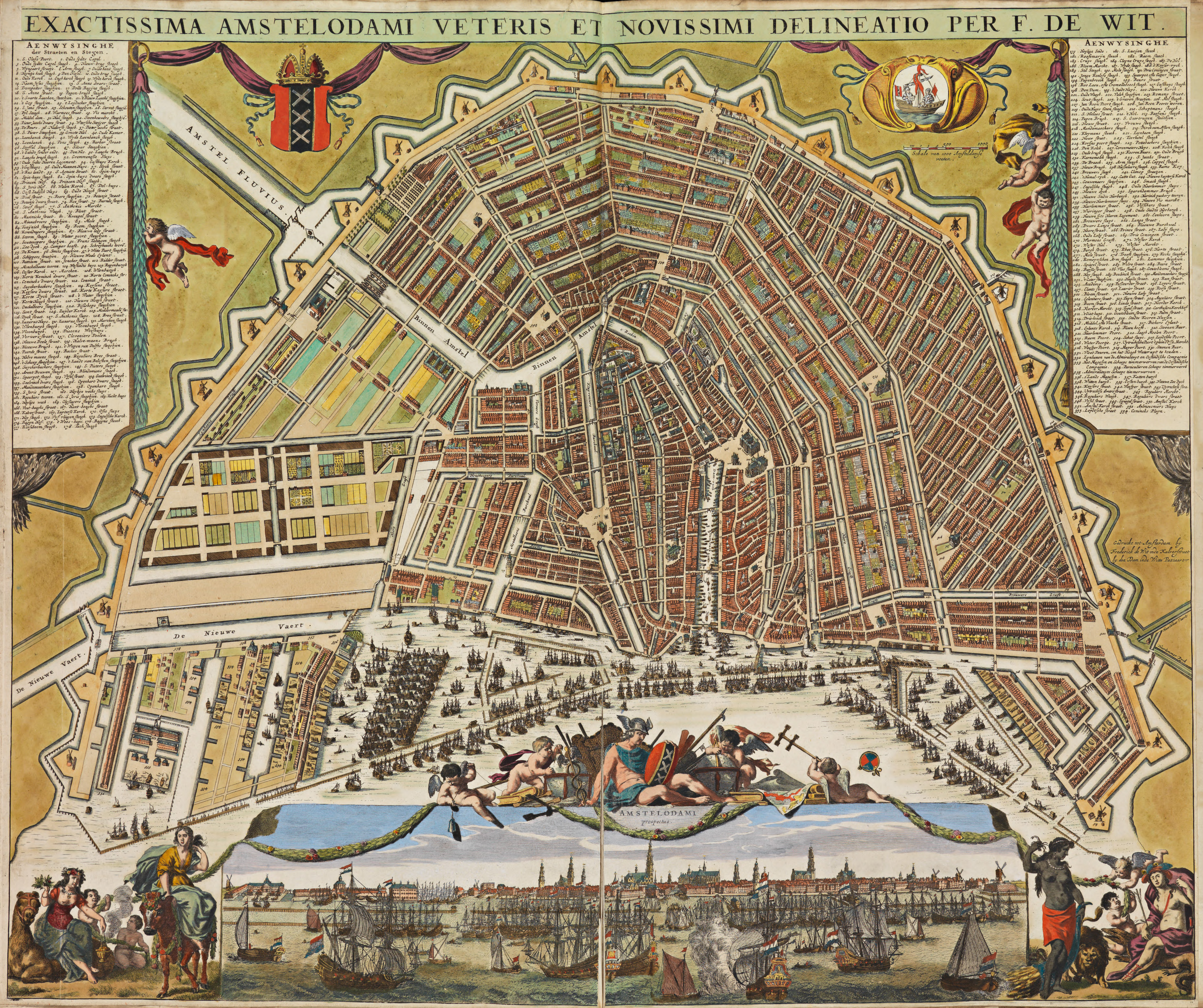
In deze kaart, gemaakt door Frederik de Wit na 1699, zien we de 26 bolwerken die in de 17e eeuw werden aangelegd

De vestingwerken van Amsterdam waren een systeem van fortificaties om de stad te beschermen tegen aanvallen van buitenaf. De vestingwerken dienden eveneens om de stadsgrens aan te geven, waarbinnen de stedelijke overheden accijnzen konden heffen. Van deze middeleeuwse en 17e-eeuwse vestingwerken zijn nog een aantal overblijfselen, zoals de Waag, de Schreierstoren en de Montelbaanstoren. In de 19e eeuw werden de vestingwerken vervangen door de Stelling van Amsterdam.

## Wallen

### Eerste stadswal
Al rond 1300 lag er een aarden wal achter de Nieuwendijk. Sporen van deze wal werden ontdekt tijdens archeologische opgravingen rond de Nieuwezijds Kolk in 1994. Na het Beleg van Amsterdam in 1303 trok graaf Willem III van Holland het privilege van Amsterdam in om verdedigingswerken aan te leggen. De Amsterdammers waren gedwongen om de wal weer af te graven.

### Voor- en achterburgwallen
Pas rond 1340 kwam er een nieuwe verdedigingswal. Aan zowel oudezijde als nieuwezijde van de stad, aan weerszijden van de Amstel, werd een gracht gegraven met daarachter een burgwal, een aarden wal voorzien van een houten palissade bovenop ter afscherming. Toen buiten deze wallen omstreeks 1385 nieuwe wallen werden aangelegd, werd de bestaande wal de Voorburgwal en de nieuwe wal de Achterburgwal, en dit zowel aan de oude als de nieuwe zijde. Zo ontstonden de Oudezijds Voorburgwal, Oudezijds Achterburgwal, Nieuwezijds Voorburgwal en Nieuwezijds Achterburgwal.
De stadswal had drie stadspoorten:
- de Sint Olofspoort aan de kop van de Warmoesstraat
- de Haarlemmerpoort aan het einde van de Nieuwendijk
- de Bindwijkerpoort aan de zuidkant, ter hoogte van het Spui.

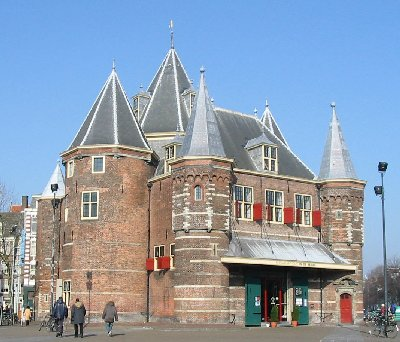
De Waag, oorspronkelijk Sint Antoniespoort

### Singel
In 1425 werd de stad uitgebreid, en werd een nieuwe verdedigingsgracht gegraven die nog voortbestaat in het Singel, de Kloveniersburgwal en de Geldersekade. Langs de gracht werd aan stadzijde een aarden wal opgeworpen met drie nieuwe poorten: een nieuwe Haarlemmerpoort, de Sint Antoniespoort (nu de Waag) en de Regulierspoort (nu het onderste deel van de Munttoren).

## Stadsmuur
Na zijn bezoek aan Amsterdam in 1481 besloot Maximiliaan van Oostenrijk dat Amsterdam een stenen stadsmuur moest bouwen, ter verdediging tegen mogelijke aanvallen van Gelre en Utrecht. Om de bouw te bekostigen, stelde de stad een belasting in, de honderdste penning. De werkzaamheden begonnen in 1482 en namen al met al zo'n 20 jaar in beslag.

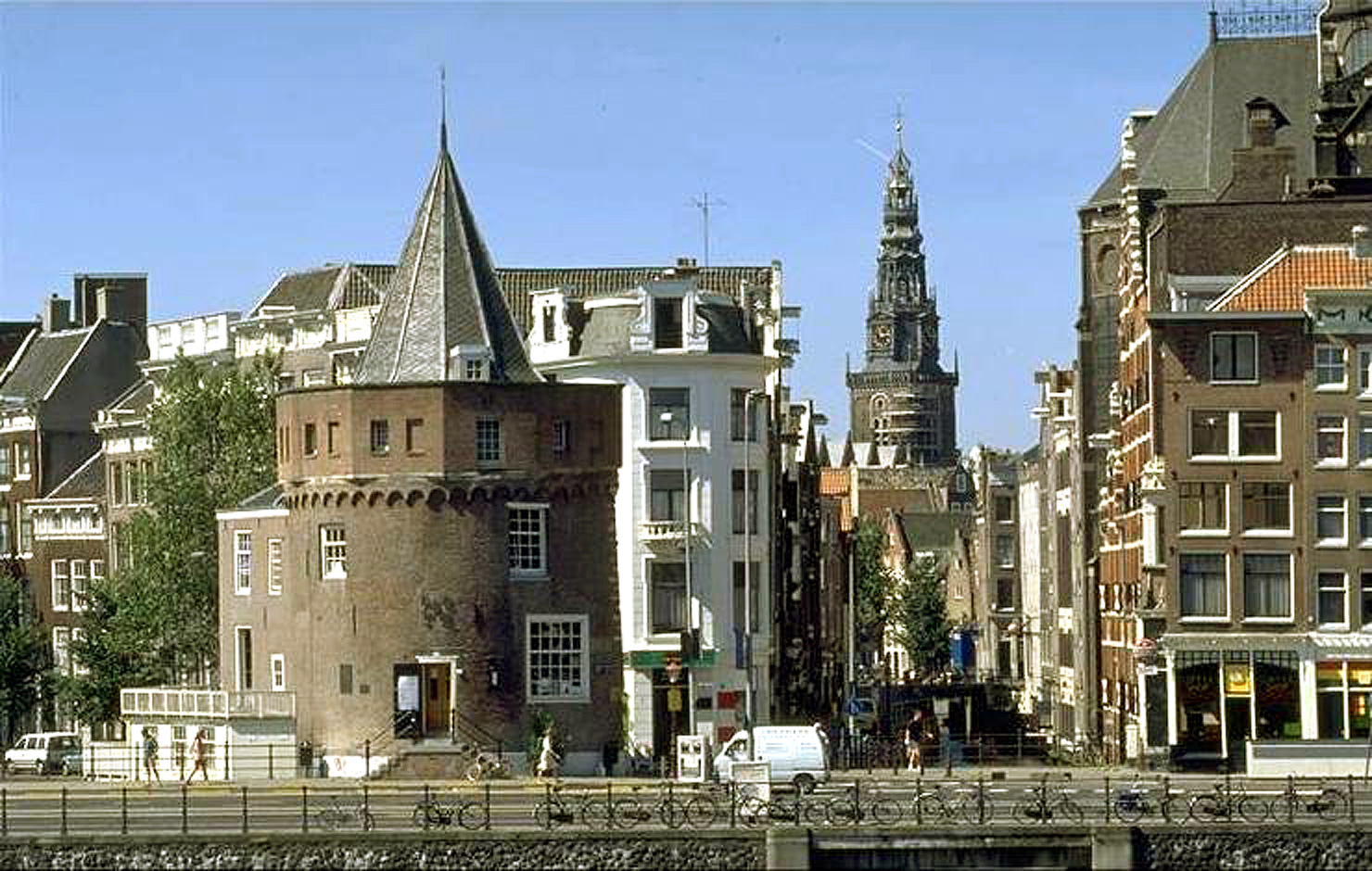
De Schreierstoren (links)

Het resultaat was een 5 tot 6 meter hoge muur van gemetselde baksteen met aan de achterkant stenen weergangsbogen. De stadsmuur omringde de gehele stad, met uitzondering van de noordkant, het havenfront aan het IJ. De muur werd ondersteund door een aantal halfronde verdedigingstorens, waarvan er één is overgebleven, de Schreierstoren aan het IJ, gebouwd rond 1487. De toren Swych Utrecht, die ook deel uitmaakte van de muur, werd in 1882 afgebroken.
De stadsmuur werd in 1494 feestelijk ingewijd. Ironisch genoeg waren de vestingwerken toen al verouderd door de opkomst van buskruit en de vervanging van stenen kanonskogels door ijzeren kogels.
De stadsmuur had vijf poorten:
- de Haarlemmerpoort
- de Regulierspoort (nu het onderste deel van de Munttoren)
- de Sint Antoniespoort (nu de Waag)
- de Heiligewegpoort
- de Korsjespoort

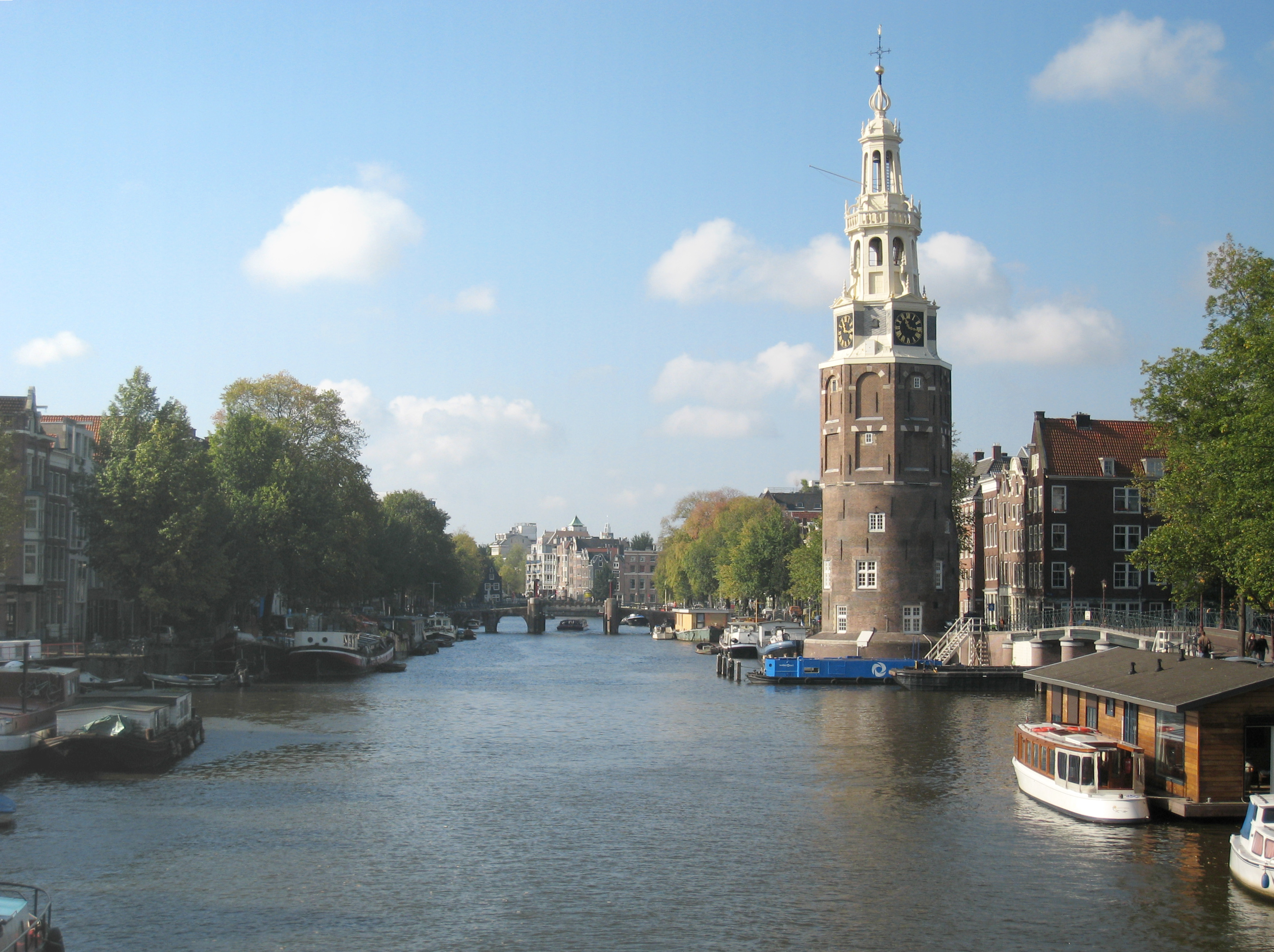
De Oudeschans; rechts de Montelbaanstoren.

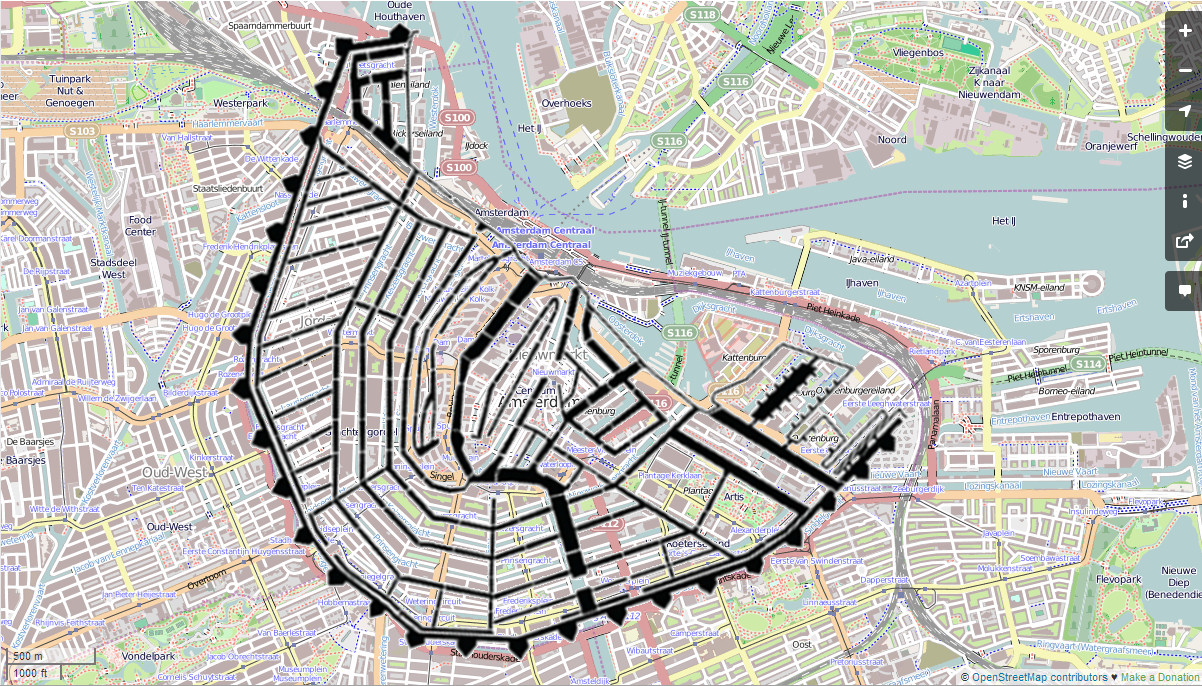
De bolwerken geprojecteerd op een kaart van Amsterdam

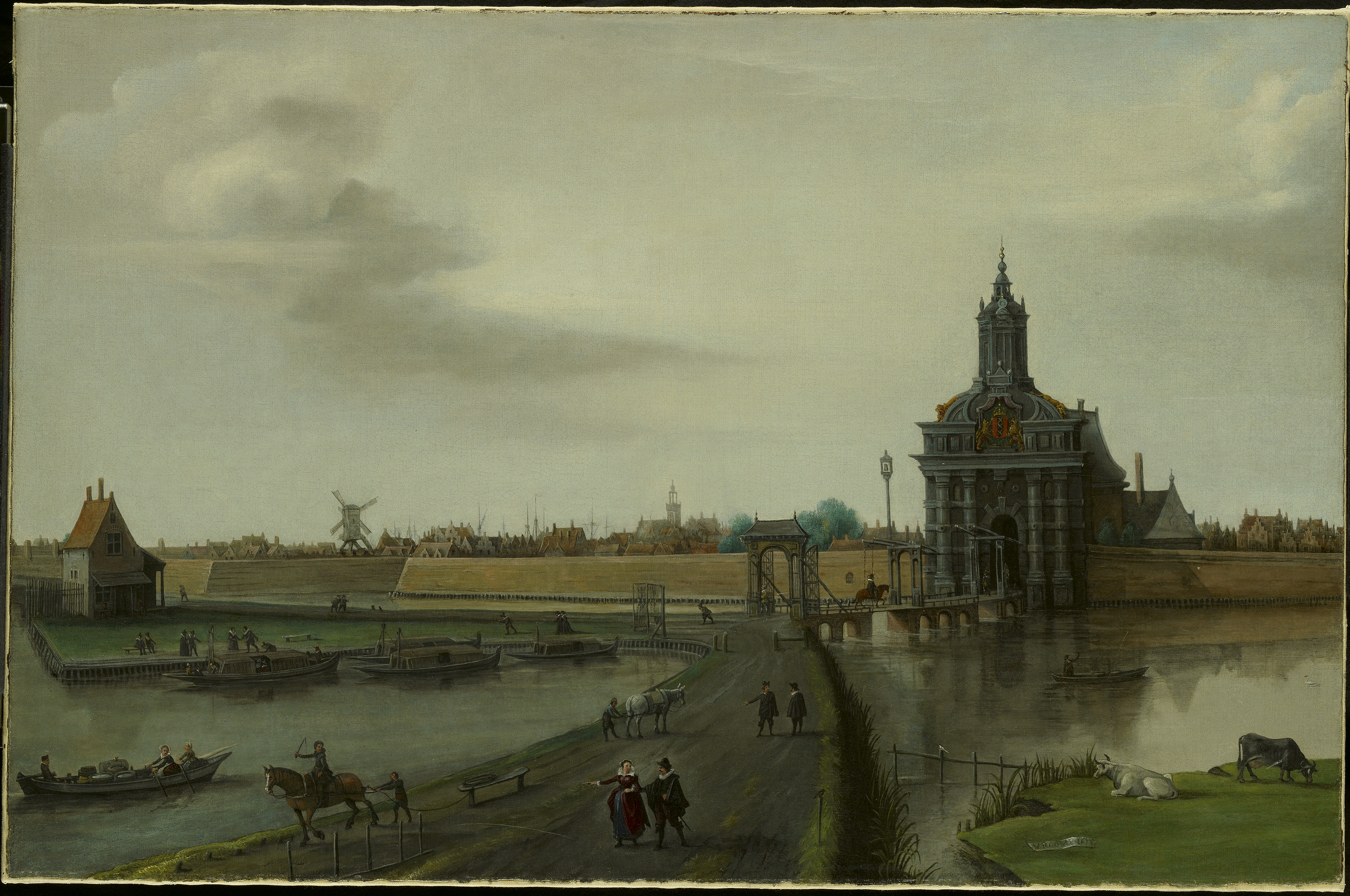
De 17e-eeuwse Haarlemmerpoort van Hendrick de Keyser.

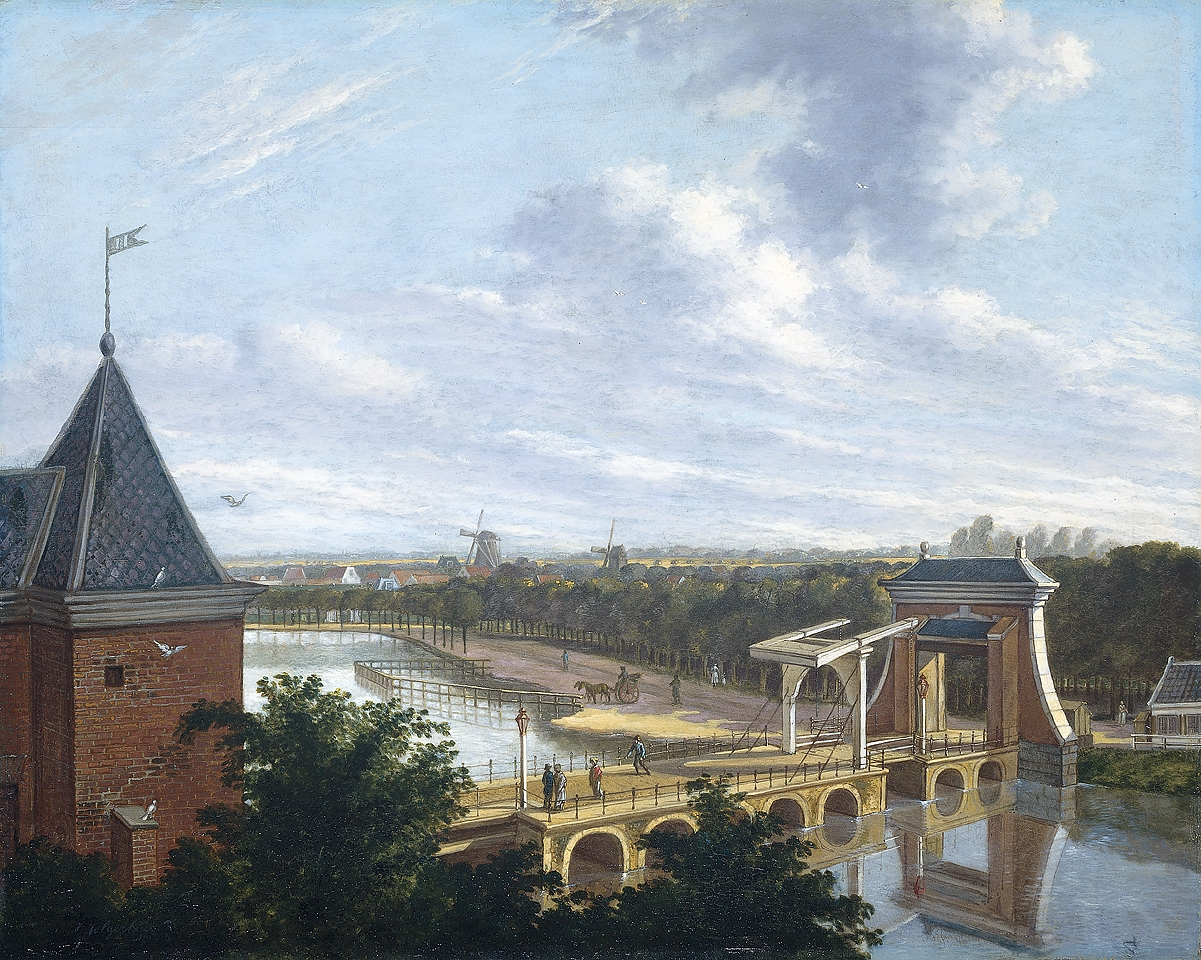
De Singelgracht bij de Leidsepoort, schilderij uit 1816 van Johannes Jelgerhuis.

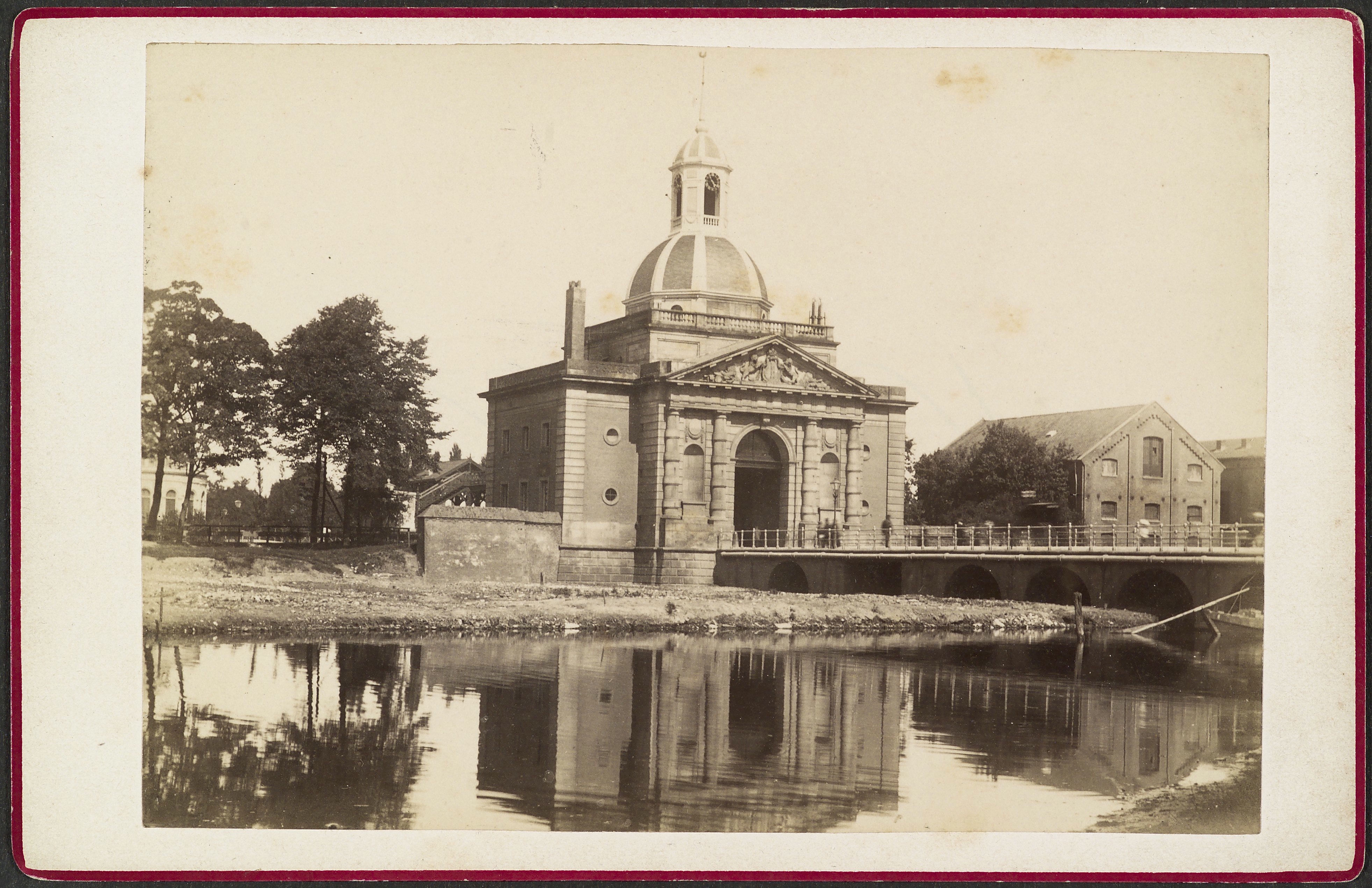
De (nog bestaande) Muiderpoort, gezien vanuit het zuiden, van buiten de stad bereikbaar via een lange brug; 1870. Tegenwoordig gaat het verkeer eromheen.

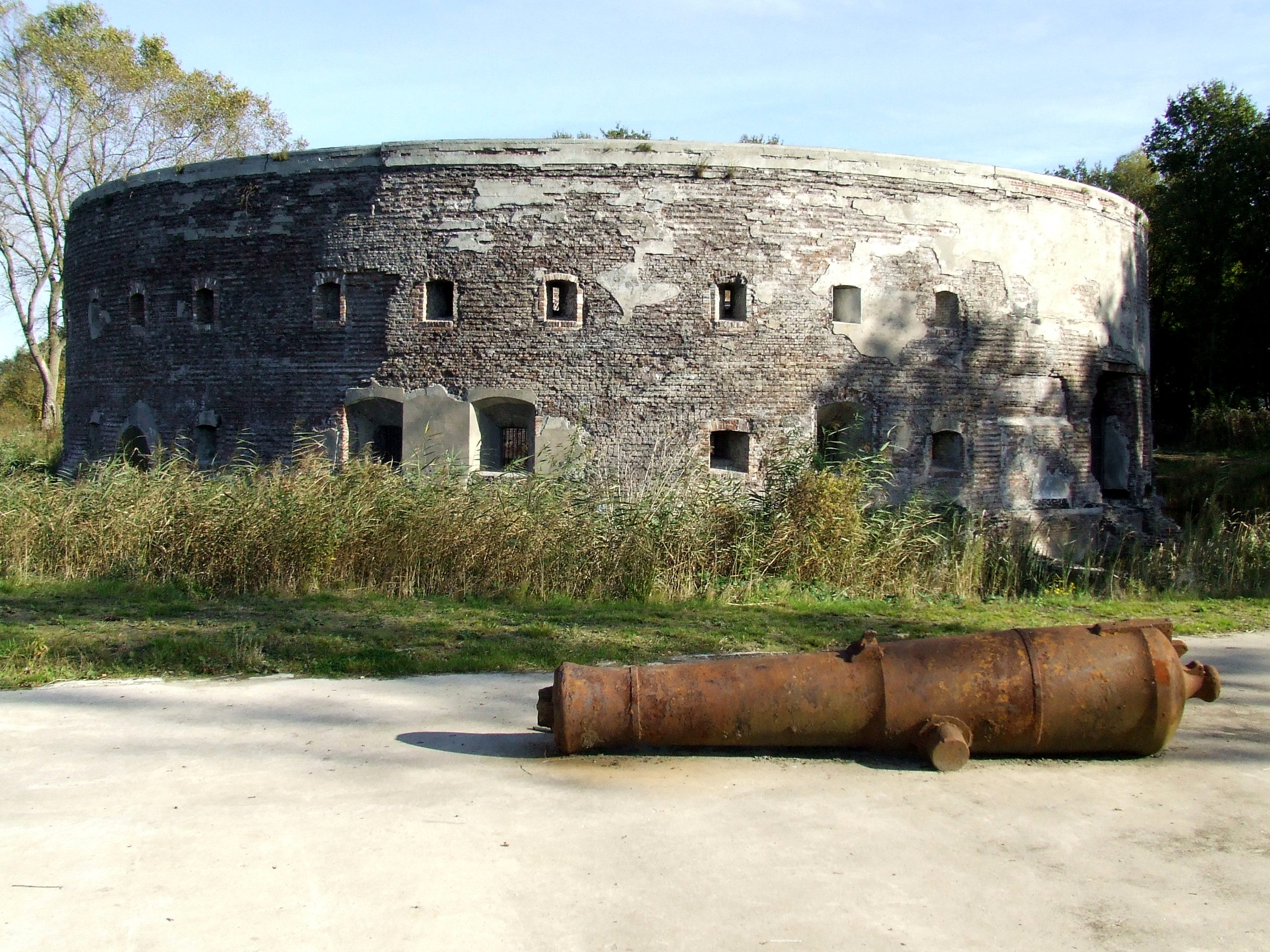
Het Fort bij Uitermeer, een van de forten van de Stelling van Amsterdam.

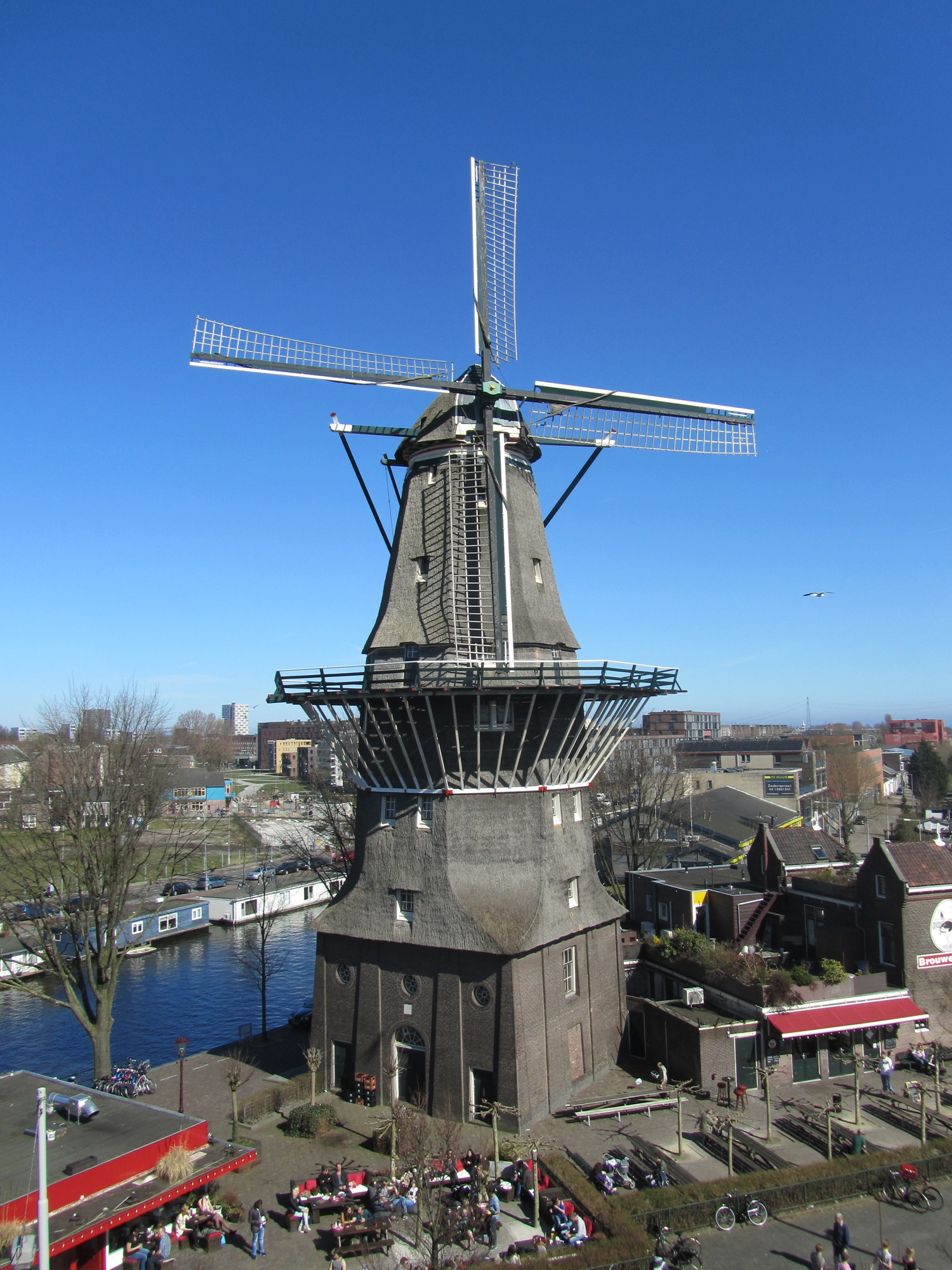
De molen De Gooyer stond oorspronkelijk op het bolwerk Oosterbeer

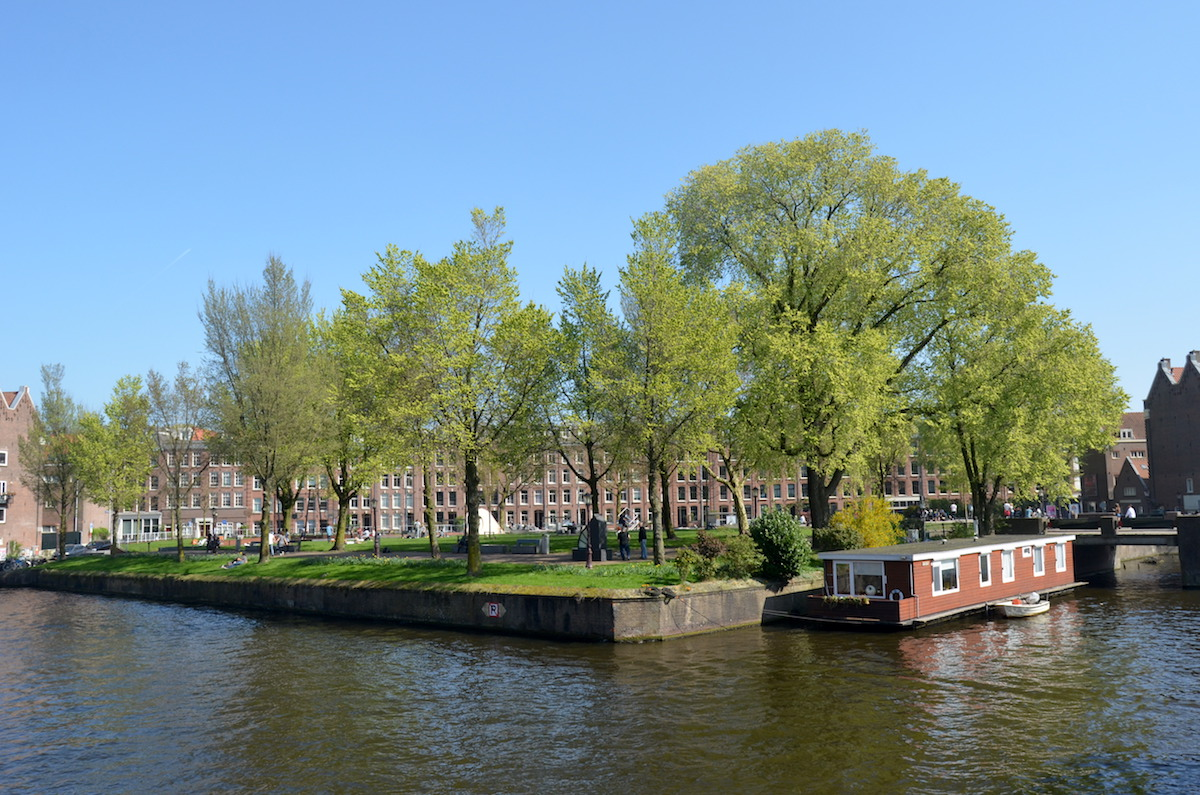
Het Eerste Marnixplantsoen, voorheen bolwerk Haarlem, is de enige plek langs de Singelgracht dat nog de puntvorm heeft van een bolwerk.

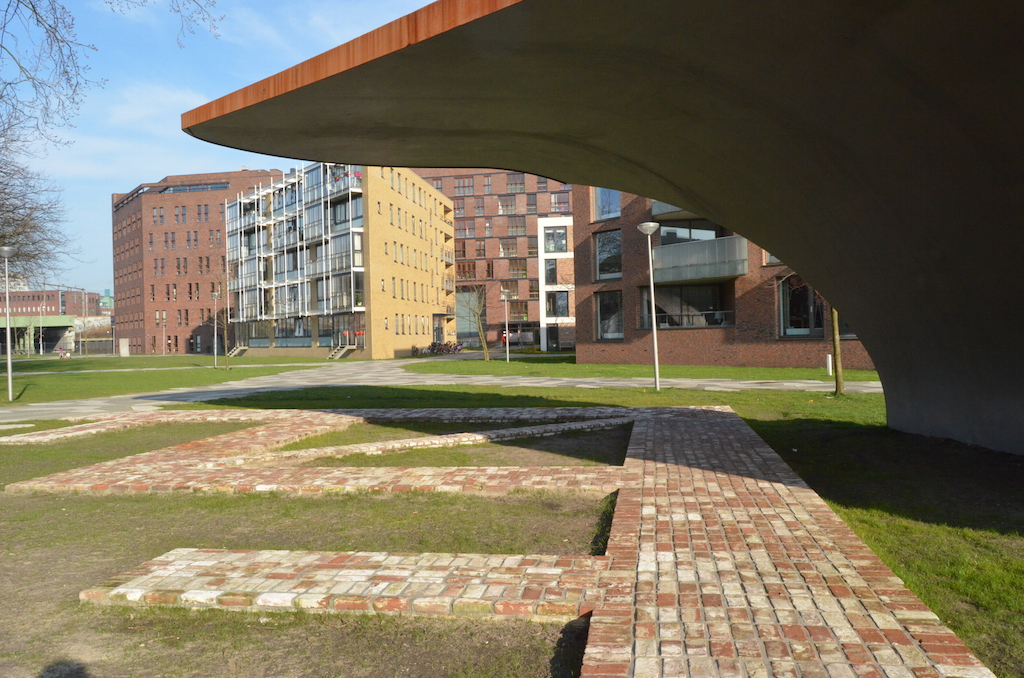
Funderingsresten van het Bolwerk Zeeburg in het Funenpark. Foto: Erik Swierstra.

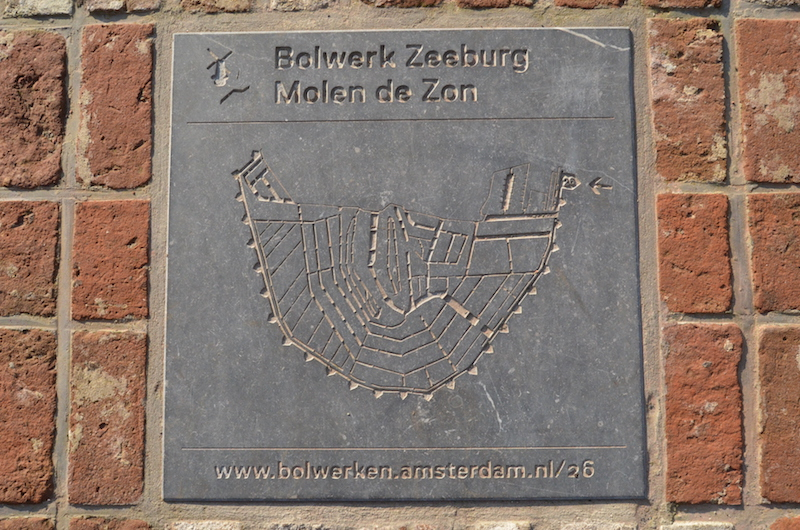
Plaquette bij de funderingsresten van het Bolwerk Zeeburg met overzicht van de 26 bolwerken van Amsterdam, geplaatst in het Funenpark. Foto: Erik Swierstra.

In 1512 vielen Gelderse troepen de stad aan en plunderden de Lastage, het industriegebied met scheepswerven aan oostelijke zijde van de stad. Hierna werd tussen 1515 en 1518 een arm van de Amstel uitgegraven tot de Nieuwe Gracht (nu Oudeschans) als buitenste verdedigingsgracht aan de oostelijke zijde van de stad. Met de aarde die hierbij vrijkwam werd ook een verdedigingswal aangelegd, waarop een houten palissade gebouwd werd. Als onderdeel van de verdedigingswerken werd omstreeks 1516 de nog bestaande Montelbaanstoren gebouwd als uitkijktoren.
De stadsmuur is venster 5 in de Canon van Amsterdam.

## Bolwerken
In de 17e eeuw groeide de stad razendsnel. Rond de nieuwe grachtengordel werd een stelsel van 26 bolwerken aangelegd langs de Singelgracht. De gehele omwalling had bij voltooiing een lengte van zo'n acht kilometer, en telde naast de 26 bolwerken ook acht stadspoorten.
Al direct na de Alteratie in 1578 begon de stad de zwakke plekken in haar verdedigingswerken te versterken. Zo werd bij de Haarlemmerpoort, die destijds bij de Herenmarkt lag, een bolwerk aangelegd. Willem van Oranje stuurde in 1581 Adriaen Anthonisz naar Amsterdam om toe te zien op de bouw van nieuwe vestingwerken.
In 1585 nam het stadsbestuur de beslissing om buiten de stadsmuur een aarden wal met 11 bastions aan te leggen. Het gebied tussen de oude en nieuwe muur, de Eerste en Tweede Uitleg, was binnen enkele jaren al helemaal volgebouwd, en in 1610 presenteerde stadstimmerman Hendrick Jacobsz. Staets schetsen van nieuwe vestingwerken. De vroedschap besloot in 1613 aan westkant van de stad een nieuwe verdedigingswal met bolwerken aan te leggen, langs de huidige Marnixstraat en Weteringschans, met een nieuwe gracht aan de buitenkant (de Buitensingel, nu Singelgracht) en binnenkant (de Lijnbaansgracht). Hierbinnen was ruimte voor de aanleg van de grachtengordel, de Derde Uitleg.
In 1657 begon de stad met het aanleggen van fortificaties rondom de vierde en verreweg grootste stadsuitbreiding, de Vierde Uitleg. Dit was een van de grootste bouwkundige ondernemingen uit die tijd. Het onderstutten van de zware wal op de slappe ondergrond door middel van heipalen en damwanden zorgde voor veel extra werk. Duizenden arbeiders vervoerden karren en kruiwagens met aarde en zand uit de duinen en het Gooi. Er werden kilometers damwand gemetseld, grachten uitgegraven, bruggen en sluizen gebouwd. Rond 1663 was het enorme project gereed.
De muur was zo'n 5 meter hoog. De hoogte daarvan was ook terug te zien aan de Hogesluis, die in lijn met de stadswal gebouwd was. Aan gene zijde van de muur lag een 60 meter brede gracht, de nog bestaande Singelgracht.
De wal rustte op een negen meter brede houten vloer, gedragen door meer dan 100.000 geheide palen met dwarsliggers. Boven de planken werden gewelfde bogen gemetseld, 44 per bolwerk en 47 per courtine, en over de bogen heen aarde gestort. Aan de buitenzijde werd de wal bekleed met steen. Het geheel was omgeven door een damwand van 14 kilometer om het wegglijden van de aarde tegen te gaan.
De vestingwerken bestonden uit in totaal 26 bolwerken. In de flanken waren kazematten of geschutskelders waarin kanonnen stonden en munitie werd ondergebracht. Boven op de meeste bolwerken stonden molens.
Er waren vijf hoofdpoorten in de 17e-eeuwse fortificaties:
- de Haarlemmerpoort
- de Leidsepoort
- de Utrechtsepoort
- de Weesperpoort
- de Muiderpoort

Daarnaast waren er nog enkele kleinere poorten:
- de Zaagmolenpoort
- de Raampoort
- de Weteringpoort

Aan de waterzijde van de stad was een dubbele rij palen aangelegd, waarin een drieëntwintigtal doorgangen was gemaakt om scheepsverkeer van het IJ de stad in te laten (zie Lijst van bomen van Amsterdam). Deze doorgangen werden 's avonds afgesloten, na het luiden van de boomklok. De bemanningen van schepen die te laat aankwamen, waren verplicht in de stadsherberg te overnachten.
De verdedigingswerken zijn nooit serieus op de proef gesteld. Tijdens het Rampjaar 1672 bleek de Hollandse Waterlinie afdoende verdediging tegen binnenvallende Franse troepen. De fortificaties werden verwaarloosd en begonnen in te storten. In 1769 stortte de bouwvallige Muiderpoort in elkaar (herbouwd in 1770) en in 1794 verdween een deel van het Reguliersbolwerk in de gracht. Na de Franse tijd verloren de bolwerken hun militaire functie geheel en werd het een recreatiegebied. Er werd een wandelweg over de bolwerken aangelegd, met plantsoen en bomen.
Met het einde van de stedelijke accijnsheffing en de vooruitgang in de krijgskunst werden de stadsommuring als overbodig gezien, en als een obstakel in de stedelijke ontwikkeling. Tussen 1839 en 1848 werd de stad als vesting opgeheven en ontmanteld. De laatst overgebleven courtine, tussen de bolwerken Rijkeroord en Slotermeer, werd gesloopt in 1862 en vervangen door een wandelpad. De poorten bleven staan maar kregen een nieuwe functie als kantoor voor het innen van stedelijke accijns.
Tijdens de industriële revolutie in de tweede helft van de 19e eeuw begon de stad buiten de 17e-eeuwse verdedigingsgordel te groeien. Rond 1878 werd de muur afgebroken, en werden de meeste bolwerken afgegraven en de daarop staande molens gesloopt. Het wandelgebied werd voor een groot deel bebouwd, en de Singelgracht werd rechtgetrokken, waardoor de meeste uitstekende bolwerken verdwenen.

## Linies
In 1787 legden de patriotten, om de stad te verdedigen tegen de Pruisen, 27 posten aan bij de zeven toegangspoorten naar Amsterdam, en werden de tussenliggende polders onder water gezet. De Pruisen konden niet langs de posten, maar wisten echter langs de slecht verdedigde toegang via de Haarlemmermeer de posten te passeren.

### Linie van Noord-Holland en Beverwijk
Tijdens de Brits-Russische expeditie naar Noord-Holland in 1799 beschermde Cornelis Krayenhoff de hoofdstad door de Linie van Noord-Holland aan te leggen. Krayenhoff zette de laaggelegen gebieden tussen Monnickendam en Krommeniedijk onder water en beschermde hoger gelegen gebieden door middel van aarden wallen en veldgeschut. Een jaar later legde Krayenhoff een tweede verdedigingslinie aan ten westen van Amsterdam, de Linie van Beverwijk, bestaande uit drie linies lunetten met een afstand van 400 meter tot elkaar. Tien van deze lunetten bestaan nog.

### Posten van Krayenhoff
Een aantal van de posten uit de patriottentijd werd hergebruikt door Krayenhoff voor de Posten van Krayenhoff, een verdedigingslinie rond de stad die in de periode 1805-1810 werd aangelegd.

### Stelling van Amsterdam
Door de industriële revolutie was de reikwijdte en de nauwkeurigheid van het geschut enorm toegenomen, en werd besloten een nieuwe linie rond Amsterdam aan te leggen, op grotere afstand van de stad, 15 tot 20 kilometer van het centrum, zodat de stad buiten het bereik van vijandelijk geschut bleef. Deze Stelling van Amsterdam, aangelegd in de periode 1880-1914, was in zijn tijd de modernste en qua oppervlakte grootste kringstelling van Europa. De linie was 135 kilometer lang en omvatte 42 forten en 4 batterijen. De Stelling is nooit op de proef gesteld, maar had wel een afschrikkende werking. In 1914, bij het uitbreken van de Eerste Wereldoorlog, waren de Stelling en de Nieuwe Hollandse Waterlinie een factor in de beslissing van de Duitsers om Nederland niet binnen te vallen. De Stelling van Amsterdam is grotendeels intact en werd in 1996 opgenomen op de Werelderfgoedlijst.

## Overblijfselen
Het gebied rond Oudezijds Voorburg- en Achterburgwal wordt nog steeds de Wallen genoemd, naar de oorspronkelijke aarden wallen.
Van de middeleeuwse vestingwerken zijn de stadspoorten Waag (oorspronkelijk Sint Antoniespoort) en Munttoren (oorspronkelijk Regulierspoort) en de torens Schreierstoren en Montelbaanstoren nog overgebleven.
In de kademuur van de Geldersekade bevindt zich nog steeds een stuk zandsteen van de middeleeuwse stadsmuur. Op 19 juni 2007 was een deel van de muur korte tijd zichtbaar in een vier meter diepe kuil naast de Waag, die was gegraven om de funderingen te inspecteren.
In januari 2017 werden tijdens werkzaamheden aan de kademuur van het Singel ter hoogte van het Kattengat onder het waterniveau door de stadsarcheologen 27 aaneengesloten stukken middeleeuwse natuursteen aangetroffen, onderdeel van de 15e-eeuwse stadsmuur. Met een formaat van circa dertig bij zeventig centimeter zijn zij opvallend groot.
Van het groengebied dat in de 19e eeuw op de bolwerken is aangelegd, zijn nog maar enkele parkjes over, waaronder het Eerste en Tweede Weteringplantsoen en het Eerste en Tweede Marnixplantsoen. Het Eerste Marnixplantsoen, voorheen bolwerk Haarlem, is de enige plek langs de Singelgracht dat nog de puntvorm heeft van een bolwerk. Van de molens die boven op de bolwerken stonden, zijn er nog twee overgebleven: De Gooyer en De Bloem, hoewel beide niet meer op hun oorspronkelijke plek staan.
In het Funenpark is een restant te zien van het Bolwerk Zeeburg. Tijdens opgravingen in 2000 voor de bouw van de nieuwbouwwijk kwamen de muurresten tevoorschijn. Zij zijn nu permanent zichtbaar gemaakt.
Bij de sloop in 2013 van het tehuis Sint-Bernardus aan de Nieuwe Passeerdersstraat, bij de "Koekjesbrug", kwam een restant van het Bolwerk Osdorp tevoorschijn. Naast het appartementencomplex De Makroon, dat hier is verrezen, is een stukje van de oude muur in de nieuwe bestrating zichtbaar aanwezig gebleven.
Hoewel de Singelgracht grotendeels werd rechtgetrokken, lopen de gracht en de straten erlangs (Nassaukade, Stadhouderskade en Mauritskade) nog steeds in een golvend patroon.

## Verder lezen
- Ernest Kurpershoek, Amsterdam verdedigd: Bescherming van de stad, Uitgeverij Bas Lubberhuizen, Amsterdam 2004
- René Ros, "Verdedigingswerken van Amsterdam door de eeuwen heen", Erfgoed van Industrie en Techniek 2010, nr. 1
- Raoul Serree, Amsterdam ommuurd: Het raadsel van de middeleeuwse stadsmuur (1481-1601), Uniepers, 1999